# كحول كروتيل
كحول كروتيل ، أو كحول كروتونيل (بالإنجليزية:Crotyl alcohol)، هو كحول غير مشبع. إنه سائل عديم اللون قابل للذوبان في الماء بشكل معتدل وقابل للامتزاج مع معظم المذيبات العضوية. يوجد اثنان من أيزومرين من هذا الكحول ، وتكون الرابطة مستقلة أو متحولة.
يمكن تصنيعه عن طريق هدرجة كروتونالدهيد. المجمع قليل الأهمية التجارية.

## الخصائص
المركب عبارة عن سائل عديم اللون ذو رائحة كريهة.
عن طريق تفاعل كحول كروتيل مع الفوسفور ثلاثي كلوريد في وجود البيريدين ، يمكن الحصول على 1-كلورو -2-بيوتين.

## الميزات
| ميزة                       | قيمة |
| -------------------------- | ---- |
| عدد متقبلات الهيدروجين     | 1    |
| عدد المتبرعين بالهيدروجين  | 1    |
| عدد روابط الدوران          | 1    |
| معامل التقسيم (ALogP)      | 0,7  |
| الذوبان (logS, log(mol/L)) | -0,4 |
| السطح القطبي (PSA, Å2)     | 20,2 |